# The Court Jester (película)
The Court Jester (El bufón del rey en Hispanoamérica; El bufón de la corte) es una película de comedia musical de 1955 protagonizada por Danny Kaye, Glynis Johns, Basil Rathbone, Angela Lansbury y Cecil Parker. La película fue coescrita, codirigida y coproducida por Melvin Frank y Norman Panama. Paramount Pictures lanzó la película en Technicolor y en el formato de pantalla panorámica VistaVision.
Esta aventurera comedia musical tiene lugar en Inglaterra después de un golpe de Estado que deja al rey legítimo sin un trono. Un equipo de rebeldes, liderado por un hombre llamado "The Black Fox", lucha contra la tiranía del supuesto rey. La historia sigue a Hubert Hawkings mientras él y el capitán del Black Fox traman un plan para recuperar la corona del rey impostor y restaurarla a la línea real real. Hawkins debe navegar por consejeros traicioneros y brujería para sobrevivir y completar la tarea que tiene delante. La película está llena de comedias e intercambios de comedia como "Get it?" "Entendido." "¡Bueno!" y "El gránulo con el veneno en el recipiente con la mano del mortero; ¡el cáliz del palacio tiene la cerveza que es verdad!".
Aunque la película no tuvo éxito comercial tras su lanzamiento, se ha convertido en un clásico querido, obteniendo altas puntuaciones en Rotten Tomatoes y un premio de preservación del National Film Registry.  

## Trama
Ambientada en la Inglaterra medieval, la trama se refiere a la lucha por devolver al trono al heredero legítimo, un bebé con una marca de nacimiento distintiva: la pimpinela púrpura en su trasero. Danny Kaye interpreta a Hubert Hawkins, un ex actor de carnaval que se convierte en juglar del Zorro Negro, un personaje tipo Robin Hood que lidera una banda de rebeldes en el bosque en apoyo del verdadero rey infantil.
El rey usurpador Roderick (Cecil Parker) desea que su hija, la princesa Gwendolyn (Angela Lansbury), se case con su vecino, Sir Griswold de MacElwain (Robert Middleton), para conseguir la ayuda de Griswold contra la banda de rebeldes del bosque. La princesa Gwendolyn se niega. Sueña con un amante más guapo y galante, y su doncella personal Griselda (Mildred Natwick), que es una bruja, predice que su verdadero amor llegará al castillo para cortejarla. El plan de matrimonio de Griswold también desagrada a Lord Ravenhurst (Basil Rathbone), quien teme que la presencia de Griswold pueda costarle su posición privilegiada con el rey.
Cuando los hombres del rey descubren el escondite en el bosque de los rebeldes, Black Fox ordena a Hawkins que lleve al niño-rey a un lugar seguro, acompañado por el capitán de Fox, la doncella Jean (Glynis Johns). En el viaje, florece un romance entre Hawkins y Jean. Se encuentran con el nuevo bufón del rey, "Giacomo, 'Rey de bufones y bufón de reyes'" (John Carradine) en su camino hacia el castillo. Lo noquean y Hawkins se hace pasar por él, con la esperanza de poder entrar al castillo del rey. Se le asigna a robar la llave de un pasaje secreto al castillo, a través del cual Black Fox podría atacar. Sin embargo, Hawkins no sabe que el bufón Giacomo también es un hábil asesino a quien Lord Ravenhurst planea emplear para asesinar a sus rivales en la corte, Brockhurst.
A la llegada de Hawkins, Griselda lo hipnotiza y cambia su personalidad a la de un amante galante y apuesto, que se cuela en las habitaciones de la princesa Gwendolyn y se gana su afecto; A lo largo de la escena, Hawkins entra y sale rápidamente de esta nueva personalidad cada vez que alguien (incluido él mismo) chasquea los dedos. Luego visita Ravenhurst y confirma el plan para asesinar a los tres rivales de Ravenhurst. Mientras tanto, Maid Jean es capturada en el camino por los hombres del rey, que han sido enviados a reunir a chicas guapas para decorar el próximo torneo. El rey la conoce y se enamora de ella. Ella obtiene la llave del pasaje secreto de su habitación y se la pasa a Hawkins. Sin embargo, mientras está en su estado hipnotizado, Hawkins no recuerda a Jean ni su misión original, y accidentalmente pierde la llave de regreso al rey. Para evitar que la princesa Gwendolyn se vea obligada a casarse con Griswold, Griselda envenena a los competidores de Ravenhurst, Brockhurst, Finsdale y Pertwee, que habían apoyado el matrimonio propuesto. Ravenhurst acredita erróneamente a "Giacomo" por estos asesinatos. Más tarde, sin embargo, Ravenhurst se entera de que Hawkins no es el verdadero Giacomo, sino un impostor. Dado que impedir la alianza también beneficiaría a la banda de rebeldes, Ravenhurst concluye que "Giacomo" es el Zorro Negro.
Durante el banquete de la noche, Sir Griswold llega para solidificar su alianza con el rey. Gwendolyn declara desafiante su amor por el bufón, y el rey enfurecido ordena la muerte de Hawkins. Griswold anuncia que, si "Giacomo" fuera un caballero en lugar de un payaso común, lo desafiaría a un combate mortal. Con la intención de que el "Zorro Negro" se deshaga de Griswold, Ravenhurst aconseja al rey que se deshaga del bufón convirtiéndolo en caballero. Como caballero, el bufón tendría que luchar contra Sir Griswold y seguramente sería asesinado, lo que obligaría a Gwendolyn a casarse con el victorioso Sir Griswold. Una serie de escenas cómicas muestran a los hombres del rey ayudando a Hawkins a pasar rápidamente por las diversas pruebas necesarias para convertirse en caballero.
Jean usa su confianza con el rey para robar la llave y enviarla a los rebeldes del bosque por medio de una paloma mensajera. Ella también intenta salvar a Hawkins pidiéndole al Zorro Negro que lo sustituya en la justa. Pero justo antes de que los rebeldes puedan usar el pasaje secreto, se derrumba, dejando solo un pequeño espacio de acceso. Black Fox decide convocar a los amigos de Hawkins, una compañía de enanos acrobáticos de los días de carnaval de Hawkins, y los envía a través del pasaje para un ataque de distracción.
Mientras tanto, en el castillo, Hawkins es nombrado caballero apresuradamente y Griswold lo desafía inmediatamente a una justa a muerte. Griselda intenta salvarlo envenenando una de las bebidas que se usarán para el brindis inmediatamente antes de la justa, pero Griswold también se entera del veneno, y después de una pelea entre los dos combatientes sobre quién obtiene qué bebida, el brindis se cancela. Contra todo pronóstico (en parte debido a un rayo que magnetiza su armadura), Hawkins gana la justa, pero le perdona la vida a Griswold. Griswold se va humillado.
Ravenhurst denuncia a Hawkins y Maid Jean como impostores. Los amigos enanos de Hawkins, que han entrado en el castillo a través del pasaje secreto, lo rescatan y capturan el castillo de manos de los soldados del rey. Durante la pelea, Ravenhurst ataca a Hawkins con una espada. Griselda vuelve a encantar a Hawkins apresuradamente, dándole destreza experta en esgrima (cambiando de nuevo entre novato y experto en un chasquido de dedos). Hawkins y Ravenhurst luchan, y un Hawkins triunfante finalmente lanza a Ravenhurst al mar con una catapulta.
Griswold regresa para defender al rey, pero Hawkins le revela la marca de nacimiento del niño-rey, así como al usurpador Roderick y sus pocos soldados sobrevivientes. Abrumados por el remordimiento, todos en el castillo juran lealtad al verdadero infante-rey, y Hawkins dirige a todos en un último coro de "La vida no podría ser mejor".

## Elenco
- Danny Kaye como Hubert Hawkins y el reemplazo de Giacomo the Jester.
- Glynis Johns como Maid Jean, una capitana rebelde.
- Basil Rathbone como Lord Ravenhurst, el asesor más cercano del Rey.
- Angela Lansbury como Gwendolyn, princesa de Inglaterra.
- Cecil Parker como Roderick, rey de Inglaterra y padre de Gwendolyn.
- Mildred Natwick como Griselda, una bruja y asesora de Gwendolyn.
- Robert Middleton como Sir Griswold de MacElwain.
- Edward Ashley como el zorro negro, líder rebelde.
- Michael Pate como Sir Locksley, el manitas de Ravenhurst.
- Herbert Rudley como el Capitán de la Guardia de la Corte.
- Noel Drayton como Fergus, un espía y contactman del Black Fox en la Corte de Roderick.
- John Carradine como Giacomo, un bufón y asesino italiano.
- Alan Napier como Lord Brockhurst, asesor de Roderick.
- Lewis Martin como Lord Finsdale, asesor de Roderick.
- Patrick Aherne como Lord Pertwee, asesor de Roderick.

(El nombre de Rathbone aparece tres veces en los créditos iniciales (tercero, sexto y decimonoveno); todos los demás solo una vez).

### Producción
(como se indica en orden de aparición en los créditos iniciales)
- Hal Pereira: dirección de arte.
- Roland Anderson: dirección de arte.
- Tom McAdo, editor.
- John P. Fulton, (ASC) ―Efectos especiales de fotografía.
- Irmin Roberts, (ASC) ―Efectos especiales de fotografía.
- Farciot Edouart, (ASC) ―fotografía de proceso.
- Sam Comer: decoración del set.
- Arthur Krams - decoración del set.
- Edith Head ―disfraces.
- Yvonne Wood ―disfraces.
- John Coonan, director asistente.
- DRO Hatswell: asesor técnico.
- Wally Westmore: supervisión de maquillaje.
- Harry Lindgren: grabación de sonido.
- John Cope: grabación de sonido
- Victor Schoen: composición musical y dirección.
- Hal C. Kern, asistente de productores.
- James Starbuck, coreógrafo.
- Sylvia Fine ―líricas.
- Sammy Cahn - música.
- Norman Panamá ―coguionista, coproductor y codirector.
- Melvin Frank: coguionista, coproductor y codirector.

## Partitura musical
Se pidió al arreglista y compositor de Hollywood Vic Schoen que proporcionara la partitura musical para la película. El compositor de cine Elmer Bernstein fue contratado como asistente de dirección musical de Schoen. The Court Jester fue un desafío enorme para Schoen en ese momento porque era su primer largometraje. No estaba entrenado oficialmente en los mecanismos de sincronización de la música con la película; aprendió en el trabajo. La película también requirió 100 minutos de música para que Schoen la compusiera y arreglara. Algunas piezas de la película (también conocidas como "señales") eran muy largas y Schoen requirió muchas horas para que las perfeccionara. Una pieza de la que Schoen estaba más orgulloso en su carrera fue la música de persecución que escribió hacia el final de la película cuando Danny Kaye. El personaje se involucra en una pelea de espadas. Schoen escribió un mini concierto para piano para esta escena.
Una grata sorpresa ocurrió durante la sesión de grabación de The Court Jester. La luz roja de "grabación en curso" se iluminó para garantizar que no hubiera interrupciones, por lo que Schoen comenzó a realizar una señal, pero notó que toda la orquesta se había vuelto para mirar a Igor Stravinsky, que acababa de entrar al estudio. Schoen dijo: "Toda la sala estaba asombrada al ver a este hombrecito bajito con un gran pecho entrar y escuchar nuestra sesión. Luego hablé con él cuando terminamos de grabar. Fuimos y tomamos una taza de café juntos. Después de escuchar Al son de mi música, Stravinsky me dijo 'Has roto todas las reglas'. En ese momento no entendí su comentario porque había sido autodidacta. Me tomó años darme cuenta de lo que quería decir ".
La canción de apertura de la película, "Life Could Not Better Be" rompe la cuarta pared al hacer que Kaye haga referencias directas al elenco y al equipo, en un momento también bromeando sobre cuál de los compositores acreditados realmente escribió las canciones. Aunque no es un tropo poco común en las comedias cinematográficas musicales de la época (como las películas "Road" de Bob Hope y Bing Crosby (varias de las cuales también fueron escritas por Panama & Frank)), en el contexto de la película estas referencias también escuchan volviendo a las representaciones teatrales medievales que a menudo comenzaban con un actor explicando la trama y cómo se hizo la obra.

## Versión de audio
En septiembre de 1955, Kaye grabó una versión condensada de nueve minutos de The Court Jester para 1956 de Decca Records en el sencillo de dos partes K 166. La versión simplificada de la historia presenta extractos de varias canciones de la película, pero elimina el personaje de Hubert; en la versión individual de 45, The Fox se hace pasar por Giacomo en todo momento. Lord Ravenhurst es reemplazado por un rey malvado sin nombre, y Jean también es eliminado del cuento. Canciones incluidas (a menudo no más de unas pocas líneas): "Supera al zorro", "Te llevaré soñando", "Mi corazón sabe una canción encantadora" y la versión final de "La vida no podría ser mejor".

## Recepción

### Recepción crítica
Realizada con un costo de 4 millones de dólares en el otoño de 1955, The Court Jester fue la película de comedia más cara producida hasta ese momento. La película fue bombardeada en la taquilla tras su lanzamiento, generando solo $ 2.2 millones en ingresos el invierno y la primavera de 1956 siguientes. Sin embargo, desde entonces se ha convertido en un clásico y un favorito de la televisión matinee. En Rotten Tomatoes, la película tiene una calificación de aprobación del 96% según 28 reseñas, con una calificación promedio ponderada de 7.8 / 10. El consenso crítico del sitio dice: "Una ingeniosa parodia de las películas medievales de espadachines, The Court Jester muestra a Danny Kaye en su mejor forma ágil y retorcida ". El autor y crítico de cine Leonard Maltin otorgó a la película cuatro de las cuatro estrellas posibles, calificándola como" una de las mejores comedias jamás realizadas ".

### Premios y honores
En 1957, Danny Kaye recibió una nominación al Globo de Oro al Mejor Actor de Película - Comedia / Musical, y en 2000, el American Film Institute colocó la película en su lista 100 Years ... 100 Laughs, donde ocupó el puesto # 98. En 2004, el Registro Nacional de Cine de los Estados Unidos decidió preservar The Court Jester por ser "cultural, histórica o estéticamente significativo".